# International Law Association
La International Law Association (ILA), en español Asociación de Derecho Internacional, fue fundada en Bruselas en 1873. Sus objetivos, son "el estudio, la aclaración y el desarrollo del derecho internacional, tanto público como privado, y la promoción de la comprensión internacional y el respeto por el derecho internacional". La asociación tiene un carácter consultivo, como organización no gubernamental, con un número de las agencias especializadas en las Naciones Unidas (ONU).
Las actividades de la ILA son organizadas por el Consejo Ejecutivo, con la asistencia de la sede de la Secretaría en Londres. En la actualidad posee alrededor de 3500 miembros, distribuidos entre sucursales en todo el mundo. Sus afiliados son abogados con práctica privada, académica, del gobierno y el poder judicial, que no son abogados expertos en ámbitos comerciales, industriales y financieros, así como representantes de organismos y cámaras de comercio.
Los objetivos de la Asociación son realizados principalmente a través del trabajo de sus Comités Internacionales, y el punto focal de sus actividades es la serie de conferencias bienales. Las conferencias, proporcionan un foro para el debate y la aprobación completa de los trabajos de las Comisiones.

## Comités
Entre los comités y grupos de estudio que posee la Asociación, se encuentran los de Derecho Marítimo internacional, leyes de Patrimonio Cultural, feminismo y derecho internacional, propiedad intelectual y derecho internacional privado, arbitraje comercial, derecho de familia, derechos humanos, leyes monetarias internacionales, protección de los consumidores, regulación de valores internacionales, derecho mercantil internacional, leyes islámicas, de no proliferación de armas nucleares, resarcimiento de víctimas de conflictos armados, gestión sostenible de recursos naturales, derecho espacial, cambio climático y uso de la fuerza. La  Presidenta de la Comisión Internacional de Derecho Espacial es la doctora Silvia Maureen Williams.